# Sumner (hrabstwo Jefferson)
Sumner – miasto w Stanach Zjednoczonych, w stanie Wisconsin, w hrabstwie Jefferson.